# Peter Adamer
Peter Adamer (* 6. Februar 1881 in Langkampfen; † 11. September 1961 in Salzburg-Aigen) war ein österreichischer Pastoraltheologe und Hochschullehrer.

## Leben
Seine Weihe zum Priester erfolgte 1903. 1905 war er kurzzeitig Pfarrprovisor der Stadtpfarre Salzburg-Aigen. 1914 promovierte er an der Universität Salzburg; später habilitierte er sich dort. Adamer lehrte ab 1928 Pastoraltheologie an der Katholisch-Theologischen Fakultät an der Universität Salzburg bis zu deren Aufhebung nach dem „Anschluss“ Österreichs an das Deutsche Reich. 1944 übernahm er die Leitung des Seelsorgeamtes des Erzbischofs von Salzburg. Ab 1945 wurde er wieder als Professor eingesetzt. Außerdem war er Kustos der Kollegienkirche in Salzburg.

## Schriften (Auswahl)
- Des Kriegers Feldbüchlein. Tyrolia-Verlag, Innsbruck 1916.
- Predigtkunde. Ein Handbuch für die Praxis. 2. Aufl., Matthias Grünewald, Mainz 1953.